# Anne d'York (1475-1511)
Pour les articles homonymes, voir Anne d'York.
Anne d'York est une princesse anglaise de la maison d'York née le 2 novembre 1475 au palais de Westminster et morte le 23 novembre 1511.

## Biographie
Anne est la cinquième des sept filles du roi d'Angleterre Édouard IV et de son épouse Élisabeth Woodville. En 1480, son père conclut un accord avec l'archiduc Maximilien de Habsbourg qui prévoit le mariage d'Anne avec Philippe, le fils de Maximilien. Ce projet est abandonné après la mort d'Édouard, en avril 1483.
Comme les autres enfants d'Édouard, Anne est reconnue illégitime par le Parlement (Titulus Regius) à l'instigation du futur Richard III, le frère du roi défunt. Sa légitimité est rétablie après la mort de Richard et l'avènement de Henri Tudor, en 1485. Elle devient alors une des dames d'honneur de sa sœur Élisabeth.
Anne se marie le 4 février 1495 avec Thomas Howard, le fils du comte de Surrey, à l'abbaye de Westminster. Ils ont quatre enfants, qui meurent tous dans leur enfance. Anne meurt à son tour en 1511, âgée de seulement 36 ans. Elle est inhumée au prieuré de Thetford. Après la Réforme, ses restes sont transférés avec ceux d'autres membres de la famille Howard dans l'église de Framlingham.
Anne est représenté par l'actrice Rosie Knightley dans la série The White Princesse qui met en scène Élisabeth d'York, sa sœur.